# Arachosinella oeroegensis
Arachosinella oeroegensis là một loài nhện trong họ Linyphiidae.
Loài này thuộc chi Arachosinella. Arachosinella oeroegensis được Jörg Wunderlich miêu tả năm 1995.